# Układ konstrukcyjny
Układ konstrukcyjny – pewna całość zbudowana z różnych elementów konstrukcyjnych takich jak: pręty, płyty, tarcze i powłoki.
Istnieją dwa zasadnicze typy układów konstrukcyjnych, różniące się w sposób istotny. Są nimi
- konstrukcje budowlane[5]
- konstrukcje maszyn, urządzeń i pojazdów